# أتيلا فيلكور
أتيلا فيلكور (بالمجرية: Filkor Attila)‏ (12 يوليو 1988 ببودابست في المجر - ) هو لاعب كرة قدم مجري في مركز الوسط. شارك مع منتخب المجر تحت 17 سنة لكرة القدم ومنتخب المجر تحت 19 سنة لكرة القدم ومنتخب المجر تحت 21 سنة لكرة القدم ومنتخب المجر لكرة القدم. أما مع النوادي، فقد لعب مع إنتر ميلان وإيه سي ميلان ونادي أفيلينو ونادي أويبست ونادي باري ونادي برو فيرتشيلي ونادي تريستينا ونادي ساسولو ونادي شاتورو ونادي ليفورنو ونادي غروسيتو وPietà Hotspurs F.C. ‏ وASD Città di Gallipoli ‏.

## وصلات خارجية
- أتيلا فيلكور على موقع الاتحاد الأوربي (الإنجليزية)
- أتيلا فيلكور على موقع رابطة كرة القدم الفرنسية للمحترفين (الإنجليزية)
- أتيلا فيلكور على موقع قاعدة بيانات كرة القدم.إي يو (الإنجليزية)
- أتيلا فيلكور على موقع ناشيونال فوتبول تيمز (الإنجليزية)
- أتيلا فيلكور على موقع Soccerbase.com (لاعب) (الإنجليزية)
- أتيلا فيلكور على موقع Soccerway.com (الإنجليزية)
- أتيلا فيلكور على موقع عالم كرة القدم.نت (الإنجليزية)